# Divina obsesión
Divina obsesión es una telenovela venezolana, producida y realizada por la extinta productora Marte Televisión, y transmitida por Venevisión entre el 6 de octubre de 1992 y 16 de marzo de 1993.
La historia fue escrita por Perla Farías y José Ignacio Cabrujas. Protagonistas fueron Astrid Carolina Herrera, Pedro Lander y Marlene Maseda.

## Sinopsis
Cuenta la historia de dos hermanas separadas siendo muy niñas, una rubia de ojos azules y la otra muy blanca de cabello negro, una discusión de sus padres provoca un incendio, el motivo de la discusión: una de las niñas fue producto de la infidelidad por parte de la madre con el mejor amigo de su esposo. En medio del incendio la abuela madre del supuesto padre de las niñas rescata a la niña rubia dejando a la menor producto de la infidelidad a su suerte, la niña logra salvarse y ya a salvo de las llamas es encontradas por unas monjas quienes la crían. Años más tarde, esta niña crece bajo el nombre de Daniela sin recordar su pasado, siendo una bella novicia quien por cosas del destino el amor de un hombre la hace dudar de su vocación, ese mismo hombre al cual también ama Valentina su hermana, la cual está muy enferma del corazón. Valentina quien se crio rodeada de lujos, y con la suerte a su favor se casa con este hombre al cual al no poder darle un hijo buscan una madre sustituta; la cual será la misma Daniela quien en realidad es Raquel su adorada hermana, muchos desencuentro y la maldad de su abuela hará que este secreto no salga a la luz.

## Elenco
- Astrid Carolina Herrera  como Victoria Angarita / Raquel "Raquerra" / Daniela Espósito
- Pedro Lander  como Andrés Eloy Lozada
- Marlene Maseda  como Valentina
- Elba Escobar  como Luisana
- Yajaira Orta
- Rafael Briceño
- Lourdes Valera
- Raquel Castaños
- Olimpia Maldonado como Angelina
- Luis Fernández
- José Zambrano
- Rodolfo Drago
- Carmen Julia Álvarez
- Xiomara Blanco
- Verónica Ortiz
- José Ángel Ávila
- Carmen Landaeta
- Graciela Alteiro
- Carolina Espada
- Yoletti Cabrera
- Jhonni Nessi
- María E. Pereira
- Félix Melo
- Daniela Alvarado
- Gabriela Spanic como Aurora
- Javier Valcárcel

## Datos
- En la telenovela Astrid Carolina Herrera se vio reemplazada unos capítulos por Carolina Groppuso pues ella estaba enferma, y la telenovela que se grababa con pocos días de diferencia a la transmisión.[5]
- Al finalizar la telenovela, fue sucedida por la producción mexicana Yo no creo en los hombres para el horario de las 2:00 p. m., hasta el 24 de marzo de 1993 cuando comenzó la telenovela Rosangélica tras finalizar María Mercedes a la 1:00 p. m.